# Alsos

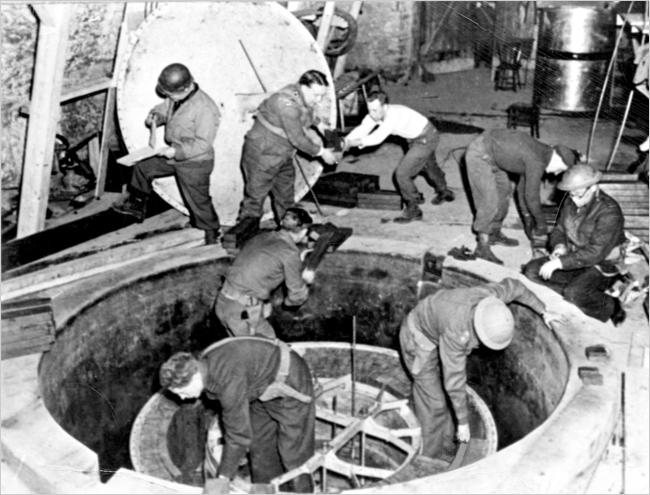
Britští a američtí členové skupiny Alsos demontují experimentální jaderný reaktor, který němečtí vědci postavili v rámci projektu jaderné energie v Haigerlochu

Alsos byla přísně tajná americká zpravodajská skupina, zřízená na podzim roku 1943, jejímž cílem bylo shromažďovat informace o německém atomovém vyzbrojování na území Evropy, osvobozeném spojeneckými vojsky.
Krycí jméno Alsos znamená v řečtině „háje“, což je v angličtině „groves“. Generál Leslie Groves byl vojenský velitel projektu Manthattan.
Členové skupiny byly označeny speciálními výložkami: bílým písmenem alfa, přeškrtnutým červeným bleskem.
Velitelem Alsosu byl od listopadu 1943 plukovník Boris Pash. Jednou z prvních akcí Alsosu byl průzkum archivů neapolské university. Po slabém výsledku této akce bylo rozhodnuto, že do velení Alsosu bude jmenována také civilní osoba. Byl jím experimentální fyzik Samuel Gouldsmit, zabývající se vedle fyziky také metodikou kriminálního vyšetřování.
V srpnu 1944 obsadil Alsos pařížskou Collège de France s laboratoří Frédérica Joliota. V listopadu 1944 byl spojenci dobyt Štrasburk a skupina Alsos obsadila fyzikální ústav lékařské fakulty. Zde se jim podařilo získat korespondenci předního německého teoretického fyzika Friedricha von Weizsäckera a celý svazek spisů německého jaderného projektu. Ze získaných dokumentů bylo zřejmé, že Němci jsou ve vývoji atomové bomby oproti spojencům zhruba o dva roky opožděni. Vedle dokumentů o atomovém výzkumu se Alsosu podařilo získat některé součásti a uranové kostky z německého jaderného reaktoru, budovaného v městečku Hechingen ve Švábských Alpách. Alsos také zajal osm členů Ústavu císaře Viléma; mezi nimi byli fyzikové Otto Hahn, Max von Laue a Carl Friedrich von Weizsäcker.